# Francisco Cuque
Francisco Cuque Luna (* 10. Oktober 1942 in El Porvenir) ist ein ehemaliger guatemaltekischer Radrennfahrer.

## Sportliche Laufbahn
Cuque war im Straßenradsport aktiv und Teilnehmer der Olympischen Sommerspiele 1968 in Mexiko-Stadt. Im olympischen Straßenrennen schied er aus. Im Mannschaftszeitfahren kam Guatemala mit Evaristo Oliva, Francisco Cuque, Jorge Inés und Saturnino Rustrián auf den 21. Rang. In der Vuelta a Guatemala 1966 gewann er eine Etappe.